# Iglesia de la Virgen de Magaña (Ágreda)

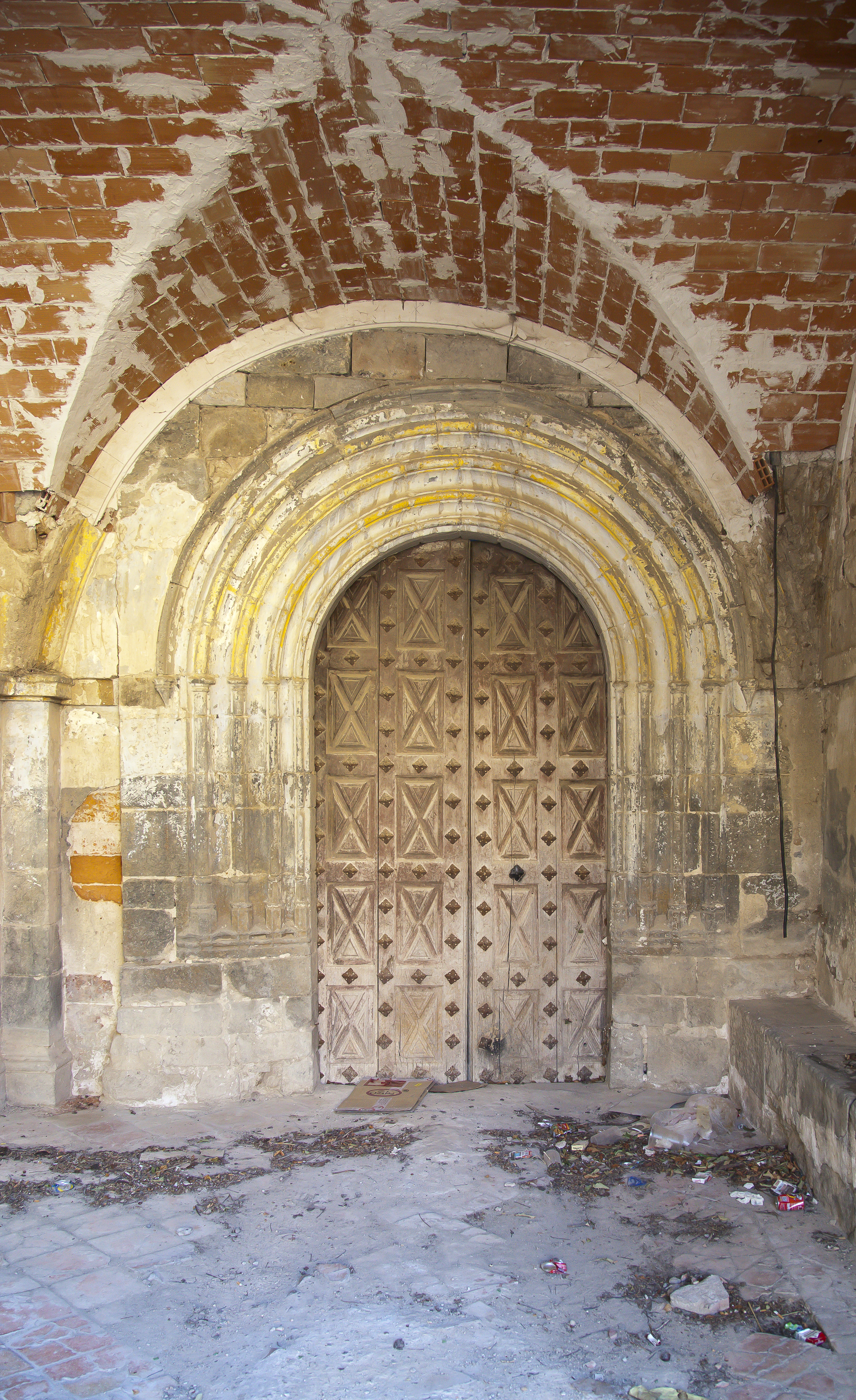
Portal

La iglesia de la Virgen de Magaña está situada en la localidad de Ágreda, en la provincia de Soria, comunidad autónoma de Castilla y León, en España. El Conjunto Histórico de Ágreda figura catalogado como Bien de Interés Cultural en 1994.

## Descripción

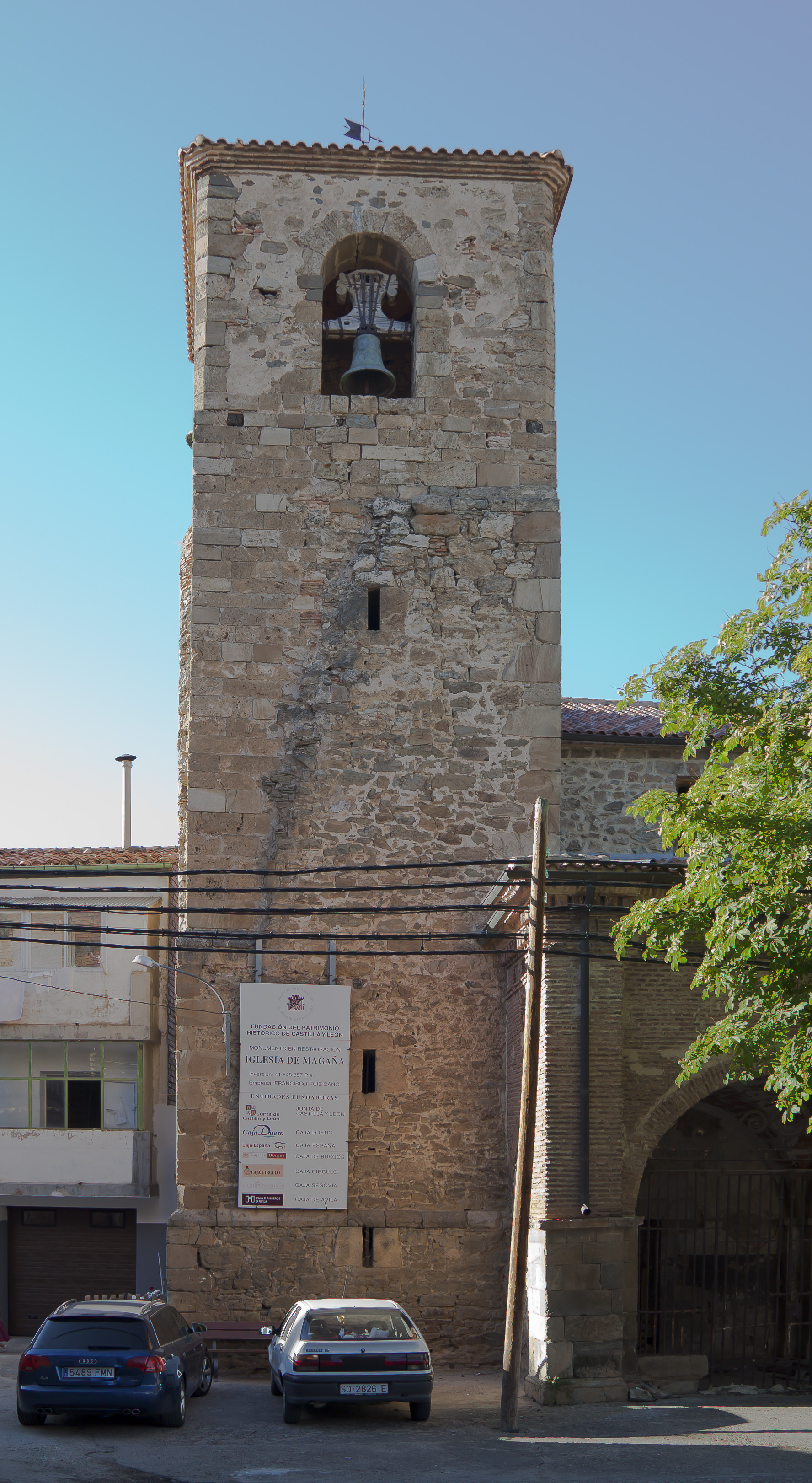
Campanario.

Este templo comenzó a erigirse a comienzos del siglo XVI, sobre, como era habitual, la estructura de la anterior iglesia adosada a la muralla árabe.
Se caracteriza por tener una única nave a su vez dividida en cinco tramos rectangulares, con tribuna, capilla mayor de testero plano, y capillas comunicadas entre sí, y dispuestas a ambos lados de la nave.
Destaca el sistema de cubiertas mediante bóvedas de crucería de terceletes y contraterceletes (nervios de la bóveda estrellada) en la nave y en el coro. En la capilla mayor, es de estrellas de ocho puntas.
La torre, de principios del siglo XVII, está formada por dos cuerpos, en mampostería y sillares en las esquinas.